# Villas de la Loma
Villas de la Loma är en ort i Mexiko.   Den ligger i kommunen Morelia och delstaten Michoacán de Ocampo, i den södra delen av landet, 230 km väster om huvudstaden Mexico City. Villas de la Loma ligger 1 987 meter över havet och antalet invånare är 4 336.
Terrängen runt Villas de la Loma är varierad. Runt Villas de la Loma är det tätbefolkat, med 493 invånare per kvadratkilometer. Närmaste större samhälle är Morelia, 12,1 km öster om Villas de la Loma. I omgivningarna runt Villas de la Loma växer huvudsakligen savannskog.